# Гісоп крейдяний
Гісоп крейдяний або гісоп крейдовий (Hyssopus cretaceus Dubjan.) — багаторічна трав'яниста рослина родини губоцвітих (Lamiaceae). Найближчим його родичем є гісоп лікарський. Вид занесено до Червоної книги України.

## Характеристика
Напівчагарник висотою 20–50 см, з круглястим, густо запушеним короткими волосками, стеблом, нижні частини котрого здерев'янілі. Листки сірувато-зелені, вузьколінійні, плескаті, з незагорнутими краями та малопомітними жилками, шершаві через жорсткуваті короткі волоски. Суцвіття колосоподібні, однобічні, стиснуті, дихазії в колотівках з 3–6 квіток. Чашечка має тупі зубці, втричі коротші за трубку. Віночок синього кольору, рідше білий, волосистий назовні. Середня частина нижньої губи віночка має широку виїмку, з дрібними зубцями на краях, бокові пелюстки яйцеподібні. Плід горіхоподібний, з короткими волосками на верху. Цвіте у травні-серпні, плодоносить у липні-вересні, розмножується насінням.
Стрижневе коріння проникає на глибину до кількох метрів і росте догори, довжина кореня сягає 7–8 м. Верхня його частина схожа на якір — він утримує рослину під час поштовхів уламками крейди. В так званому гісопнику, відстань між кущиками становить понад пів метра.

## Умови зростання та ареал
Ксерофіт, зростає на відкритих крейдяних схилах, домінує в угрупованнях томілярної рослинності, часто трапляються чисті зарості. Ареал існування займає значну територію на півдні та центрі Східноєвропейської рівнини. Подекуди трапляється в басейні Дніпра, частіше — на крейдяних виходах в долинах приток Дону та правобережжі Волги.
В Україні поширений на Донецькому кряжі й басейнах лівих приток річки Сіверський Донець, адміністративно — на територіях Донецької, Луганської та Харківської областей.

## Значення та охорона
Використовується в лікарській та ефіроолійній галузях, має декоративне, медоносне й протиерозійне значення. Численні популяції трапляються рідко, спостерігається тенденція до зменшення кількости. Причинами зменшень чисельности є добування крейди, випасання худоби, заліснення схилів, що призводить до зміни умов проростання.
Вид занесено до Європейського червоного списку тварин і рослин, що перебувають під загрозою зникнення у світовому масштабі та Червоної книги України зі статусом неоцінений. Охороняється в заповіднику «Крейдова флора», національному природному парку «Святі Гори», заказнику місцевого значення «Червоний» (Харківська область). Проводиться виявлення та організація охорони популяцій шляхом введення заповідного та заказного режимів, впроваджується заборона до добування крейди, терасування, заліснення схилів та збирання рослин. Розводиться в Донецькому ботанічному саду НАН України.